# Lista över romersk-katolska församlingar i Sverige
Lista över romersk-katolska församlingar i Sverige omfattar romersk-katolska kyrkans församlingar i Sverige, organiserade under Stockholms katolska stift, som är kyrkans enda distrikt i Sverige.
Sankt Eriks katolska församling, med Sankt Eriks katolska domkyrka belägen på Södermalm i Stockholm, utgör Sveriges katolska domkyrkoförsamling.
Totalt finns ett 40-tal församlingar, varav några är listade nedan.

## Församlingar
Församlingar ordnade efter län i Sverige.

### Blekinge
- Sankta Clara katolska kapellförsamling i Karlskrona
- Sankt Antonius katolska församling i Olofström

### Dalarna
- Sankta Katarina katolska församling i Falun

### Gotland
- Kristi Lekamens katolska församling i Visby

### Gävleborg
- Sankt Pauli katolska församling i Gävle

### Halland
- Sankta Maria katolska församling i Halmstad, Oskarström och Varberg

### Jönköping
- Sankt Franciskus katolska församling i Jönköping
- Marie födelses katolska församling i Värnamo
- Marie födelses katolska församling i Värnamo

### Kalmar
- Sankt Kristoffers katolska församling i Kalmar

### Kronoberg
- Sankt Mikaels katolska församling i Växjö

### Norrbotten
- Sankt Josef Arbetarens katolska församling i Luleå

### Skåne
- Sankt Thomas av Aquino katolska församling i Lund
- Vår Frälsares församling i Centrum, Malmö
- Sankta Maria i Rosengård katolska församling i Rosengård, Malmö
- Sankt Clemens katolska församling i Helsingborg
- Johannes Döparens katolska församling i Landskrona
- Sankt Andreas katolska församling i Kristianstad, Hässleholm och Bromölla
- Sankt Nikolai katolska församling i Ystad

### Stockholm
- Sankt Eriks katolska domkyrkoförsamling vid Medborgarplatsen på Södermalm
- Sankta Eugenia katolska församling vid Kungsträdgården
- Marie Bebådelse katolska församling på nedre Östermalm
- Sankt Botvids katolska församling i Fittja
- Heliga Familjens katolska församling i Brandbergen i Haninge kommun
- Heliga Trefaldighets katolska församling i Järfälla
- Sankt Franciskus av Assisi katolska församling i Märsta
- Sankt Konrads katolska församling i Nacka
- Sankt Ansgars katolska församling i Södertälje
- Vår Frus katolska församling i Täby

### Södermanland
- Heliga Korsets katolska församling i Eskilstuna
- Sankta Anna katolska församling i Nyköping

### Uppsala
- Sankt Lars katolska församling i Uppsala

### Värmland
- Vår Fru av Rosenkransens katolska församling i Karlstad

### Västerbotten
- Kristi Moders katolska församling i Umeå

### Västernorrland
- Sankt Olofs katolska församling i Sundsvall

### Västmanland
- Vår Frus katolska församling, Västerås

### Västra Götaland
- Kristus Konungens katolska församling, Centrum, Göteborg
- Sankta Maria Magdalenas katolska församling i Hisingen, Göteborg
- Sankt Sigfrids katolska församling i Borås
- Skaraborgs katolska församling i Skövde
- Sankt Petri katolska församling i Trollhättan
- Sankt Paulus av Korsets katolska församling i Angered, Göteborg

### Östergötland
- Sankt Nikolai katolska församling i Linköping
- Sankta Birgitta katolska församling i Norrköping

### Örebro
- Sankt Görans katolska församling i Karlskoga
- Sankt Eskils katolska församling i Örebro